# Empis hystrichopyga
Empis hystrichopyga är en tvåvingeart som beskrevs av Mario Bezzi 1912. Empis hystrichopyga ingår i släktet Empis och familjen dansflugor.
Artens utbredningsområde är Taiwan. Inga underarter finns listade i Catalogue of Life.